# Gisbert Haefs
Gisbert Haefs (Wachtendonk (Észak-Rajna-Vesztfália), 1950. január 9.–) német író, műfordító.

## Pályafutása
A Bonni Egyetemen végzett angol és spanyol nyelv és irodalom szakon. Egyetemi évei alatt szerzett néhány borongós hangulatú sanzont, melyeket lemezre énekelt 1981-ben. Pályafutását műfordítóként kezdte, Adolfo Bioy Casares, Arthur Conan Doyle, G. K. Chesterton, Georges Brassens és Mark Twain műveit ültette át német nyelvre.
Rudyard Kipling, Ambrose Bierce és Jorge Luis Borges műveiből is fordított, és a könyvek kiadásában is közreműködött. Kiadta továbbá Georg Christoph Lichtenberg válogatott aforizmáit is. A Der Rabe irodalmi magazinban is gyakran jelentek meg írásai. 2004-ben lefordította Bob Dylan dalszövegeit, amelyek Lyrics 1962–2001 címmel jelentek meg. Hugh Lofting Doktor Dolittle és az állatok című művét is átültette német nyelvre 2005-ben.
Nagy sikert arattak történelmi témájú regényei. Írt krimit, sci-fi regényeket, hangjátékot. A Londonban székelő Kipling Társaság tagja. Az asztúriai Gijónban tartott Semana Negra irodalmi fesztivál állandó résztvevője.

## Díjai
- Edgar Wallace-díj (1981)
- Deutscher Krimi Preis (1989)
- Kurd-Laßwitz-díj (1990)
- Lesepreis der Stadt Bonn (1991)
- Deutscher Science Fiction Preis (1995)
- Niederrheinischer Literaturpreis der Stadt Krefeld (1998)
- Rheinischer Literaturpreis Siegburg (1999)

## Művei

### Krimiregények
- Mord am Millionenhügel (1981)
- Und oben sitzt ein Rabe (1983)
- Das Doppelgrab in der Provence (1984)
- Mörder und Marder (1985)
- Das Triumvirat (1987)
- Die Schattenschneise (1989)
- Freudige Ereignisse (1990)
- Matzbachs Nabel (1993)
- Kein Freibier für Matzbach (1996)
- Das Kichern des Generals (1996)
- Auf der Grenze (1996)
- Schmusemord (1998)
- Liebe, Tod und Münstereifel (1998)
- Andalusischer Abgang (2000)
- Ich träum im Grab von dir (2000)
- Eine böse Überraschung (2001)
- Ein Feuerwerk für Matzbach (2003)
- Finaler Rettungskuss (2012)
- Zwischenfälle (2013)

### Sci-fi
- Die Waffenschmuggler von Shilgat (1986)
- Die Mördermütter von Pasdan (1986)
- Die Freihändler von Cadhras (1986)
- Die Gipfel von Banyadir (1986)
- Traumzeit für Agenten (1994)
- Die Reisen des Mungo Carteret (2007)

### Történelmi regények
- Hannibal. Der Roman Karthagos (1989)
- Alexander. Der Roman der Einigung Griechenlands Hellas (1992)
- Alexander - Der Roman der Eroberung eines Weltreichs Asien (1993)
- Troja (1997)
- Raja (1999)
- Hamilkars Garten (1999)
- Roma - Der erste Tod des Mark Aurel (2001)
- Die Geliebte des Pilatus (2004)
- Das Schwert von Karthago (2005)
- Caesar (2007)
- Beowulf. Die Geschichte von Beowulf und seinen Taten (2007)
- Die Rache des Kaisers (2009)
- Die Mörder von Karthago (2010)
- Das Labyrinth von Ragusa (2011)
- Alexanders Erben. Alexander 3 (2013)
- Die Dirnen von Karthago (2014)

## Magyarul
- Hannibál. Karthágó regénye; ford. Váróczi Zsuzsa; Art Nouveau, Pécs, 2001 ISBN 963-008-281-0
- Nagy Sándor Ázsiában. Egy világbirodalom meghódításának regénye; ford. Váróczi Zsuzsa; Alexandra Kiadó, Pécs, 2003 ISBN 963-368-679-2
- Nagy Sándor. Hellász. Görögország egyesítésének regénye; ford. Váróczi Zsuzsa; Alexandra Kiadó, Pécs, 2003 ISBN 963-368-678-4